# Meigné
|  | Per a altres significats, vegeu «Meigné-le-Vicomte». |

Meigné és un municipi francès al departament de Maine i Loira i a la regió de País del Loira. L'any 2007 tenia 334 habitants.

## Demografia

### Població
El 2007 la població de fet de Meigné era de 334 persones. Hi havia 105 famílies de les quals 21 eren unipersonals (8 homes vivint sols i 13 dones vivint soles), 38 parelles sense fills, 38 parelles amb fills i 8 famílies monoparentals amb fills.
La població ha evolucionat segons el següent gràfic:

### Habitatges
El 2007 hi havia 114 habitatges, 108 eren l'habitatge principal de la família, 5 eren segones residències i 1 estava desocupat. 108 eren cases i 6 eren apartaments. Dels 108 habitatges principals, 82 estaven ocupats pels seus propietaris, 24 estaven llogats i ocupats pels llogaters i 2 estaven cedits a títol gratuït; 1 tenia una cambra, 2 en tenien dues, 15 en tenien tres, 20 en tenien quatre i 70 en tenien cinc o més. 85 habitatges disposaven pel capbaix d'una plaça de pàrquing. A 42 habitatges hi havia un automòbil i a 60 n'hi havia dos o més.

### Piràmide de població
La piràmide de població per edats i sexe el 2009 era:
| Homes | Edats   | Dones |
| ----- | ------- | ----- |
| 0     | 95 o +  | 0     |
| 0     | 90 a 94 | 0     |
| 0     | 85 a 89 | 0     |
| 0     | 80 a 84 | 4     |
| 0     | 75 a 79 | 0     |
| 8     | 70 a 74 | 8     |
| 12    | 65 a 69 | 20    |
| 8     | 60 a 64 | 0     |
| 12    | 55 a 59 | 8     |
| 0     | 50 a 54 | 12    |
| 0     | 45 a 49 | 0     |
| 12    | 40 a 44 | 12    |
| 8     | 35 a 39 | 4     |
| 12    | 30 a 34 | 8     |
| 16    | 25 a 29 | 12    |
| 20    | 20 a 24 | 12    |
| 16    | 15 a 19 | 16    |
| 20    | 10 a 14 | 8     |
| 8     | 5 a 9   | 8     |
| 28    | 0 a 4   | 4     |

## Economia
El 2007 la població en edat de treballar era de 214 persones, 146 eren actives i 68 eren inactives. De les 146 persones actives 135 estaven ocupades (68 homes i 67 dones) i 11 estaven aturades (5 homes i 6 dones). De les 68 persones inactives 14 estaven jubilades, 10 estaven estudiant i 44 estaven classificades com a «altres inactius».

### Ingressos
El 2009 a Meigné hi havia 110 unitats fiscals que integraven 302 persones, la mediana anual d'ingressos fiscals per persona era de 16.374 €.

### Activitats econòmiques
Dels 4 establiments que hi havia el 2007, 1 era d'una empresa alimentària, 1 d'una empresa de comerç i reparació d'automòbils, 1 d'una empresa d'hostatgeria i restauració i 1 d'una empresa de serveis.
L'any 2000 a Meigné hi havia 20 explotacions agrícoles que ocupaven un total de 976 hectàrees.

## Poblacions properes
El següent diagrama mostra les poblacions més properes.